# Фальк Боден
Фальк Боден (нім. Falk Boden, 20 січня 1960) — німецький велогонщик.
Срібний призер Олімпійських Ігор 1980 року в роздільній командній гонці.
Чемпіон світу з велоперегонів на шосе 1979 (роздільна командна гонка), 1981 (роздільна командна гонка), 1989 (роздільна командна гонка) років, срібний призер 1990 року в роздільній командній гонці.
Переможець ігор Дружба-84 в роздільній командній гонці.